# 加拿大历史博物馆

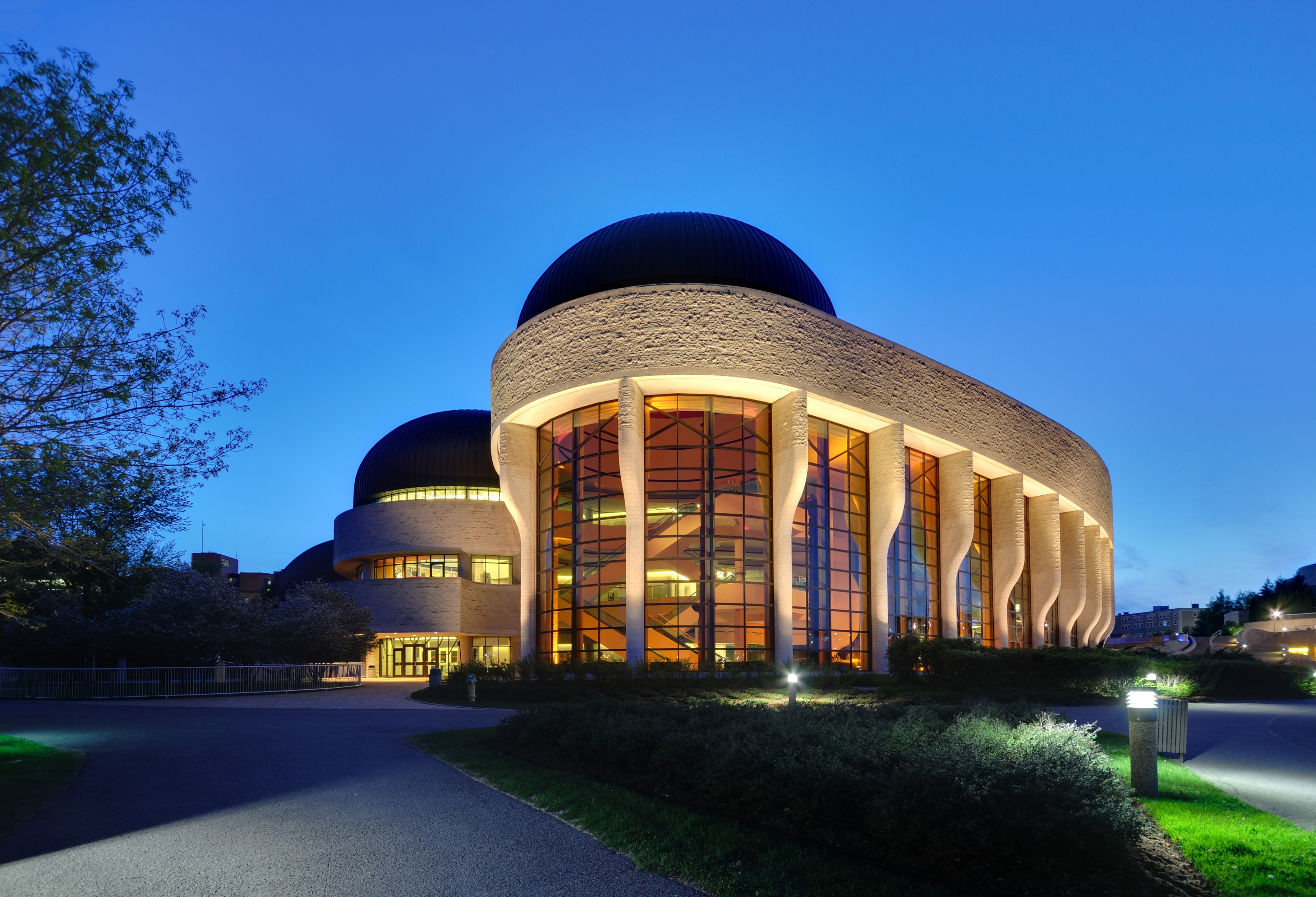
加拿大文明博物馆

加拿大历史博物馆（英語：/法語：）是加拿大国家人类历史博物馆，是加拿大最受欢迎和访问最多的博物馆之一。它坐落在魁北克省加蒂诺，位于渥太华河畔，对面是位于安大略省渥太华的加拿大國会建筑物。博物馆的主要目的是收集、研究、保存、展览体现加拿大人历史和其人民文化多样性的各种实物。
历史博物馆最负盛名的是其展现了加拿大20000年的人类历史的永久性画廊，以及它的建筑和河滨。博物馆还有一个不断变化的特殊展览，内容为加拿大的主题扩展，并探索其他过去和现在的文化和文明。文明博物馆也是一个重要的研究机构。其专业工作人员包括加拿大历史学、考古学、民族学、民俗文化、以及其他领域的专家。
博物馆历史可以追溯到到1856年由加拿大地質調查局成立，是北美最古老的文化机构之一，于2013年由加拿大文明博物馆改名为加拿大历史博物馆。它也是加拿大儿童博物馆的所在地。并有一个3DIMAX影院。